# Heliotropium wissmannii
Heliotropium wissmannii är en strävbladig växtart som beskrevs av Oskar Schwartz. Heliotropium wissmannii ingår i Heliotropsläktet som ingår i familjen strävbladiga växter. Inga underarter finns listade i Catalogue of Life.